# 성연면
성연면(聖淵面)은 충청남도 서산시에 있는 면이다.

## 자연지리
성연면은  서산시청으로부터 북쪽으로 9km 지점에 위치하며 성왕산을 경계로 인접한 곳으로 면 전체가 산으로 둘러싸인 분지 형태로 하천과 도로가 발달하고 대규모 산업단지 조성으로 자동차산업이 집적화되어 있는 지역이다.
- 위치[2]
  - 행정구역상 위치 - 성연면은 서산시청으로부터 북쪽으로 9km 지점에 위치하며 성왕산을 경계로 인접한 곳으로 서산시에서는 북방향이며 충청남도 전체로 볼때는 서북단에 위치하고 있다.
  - 수리적 위치 극동 - 예덕리(동경 126° 31′) 극동 : 오사리(동경 126° 24′) 극동 : 일람리(북위 36° 43′) 극동 : 해성리(북위 36° 52′)성연면은 기후상으로 온대에 속해있어 해양성 기후로 4계절이 뚜렷하고 대체로 여름과 겨울이 길고 봄과 가을이 짧다. 특히 겨울에는 북서 계절풍이 불고 여름에는 고온 다습한 남서 계절풍(편서풍)이 불어온다.
  - 교통상 위치 - 성연면을 남북으로 관통하는 국도29호선과 동서로 오사리 삼거리에서 종점인 명천을 지나는 지방도 649호선과 고남리에서 팔봉면과 연결되는 지방도 634호선 그리고 면도로서 101호선 - 평리에서 갈현리까지, 102호선은 명천리에서 예덕리를 통과 당진시 대호지면 송전리와 연결된다.

- 지형[3]
  - 면 전체가 산으로 둘러싸인 분지형태이며 일부 해안이 터져 있어 포근하고 아늑한 느낌의 지형이다.

- 면적[4]

성연면 전체 43. 93km2
농지(10.48
합계 43.93

## 역사[5]
- 고려조부터 성연부곡과 정소부곡이 자리한 지방으로 한 지방에 유일하게 두 부곡이 존재.
- 조선조 초 향, 소, 부곡을 폐합 조정할 때 부곡이란 명칭만 없어지고 성연의 지명은 유지.
- 1914년 8월 20일 상성연면과 하성연면이 통합(충남고시52호).
- 1915년 4월 1일 40개리를 9개리로 통합조정.
- 1959년 11월 3일 18개리로 조정(조례51호).
- 1961년 2월 20일 20개리로 재조정(조례59호).
- 1987년 1월 10일 21개리로 재조정(조례59호).
- 2017년 3월 31일 23개리로 재조정.

## 행정 구역
- 일람리는 조선시대 일호리였다가 1895년 행정구역 개편에서 호(豪)자가 호(毫)자로바뀌어 일호리와 람(濫)동 사련(四蓮)동으로 분리된 후 1914년 다시 합쳐서 일람리로 지명이 바뀌었다.[6]
  - 일람1리(日藍里)는 사현동(四峴洞)이라 하여 섬들이, 안메지골, 주늑골, 목감시 등네 집성촌이 한마을을 이루고있다하여 붙여진 이름으로 성왕산에서 시작하여 상여봉(서령고뒷산) 쥐광산을 지나 목감시까지 서산시 동문동, 부춘동과  면계(面戒)를 이루고 왕정리의 동쪽으로는 성왕산 줄기를 따라 경계하며 북서쪽으로 고남리와 남서쪽으로 갈산동과 이웃한다. 1914년 행정구역 개편 때에 남동, 사연동, 일호리 일부를 병합하여 일람리라 하였다.[7]
  - 일람2리는 일흔이 또는 일호리(日毫里)라고 부르며 일람리에서 가장 큰 마을이자 으뜸 되는 마을이다. 큰 골짜기를 따라서 형성된 마을이며 서산시방에서는 드물게 집단마을이 형성된 곳으로 고려시대에는 정소부곡(井所部曲)이 자리하였던 곳으로 예견되는 지역이며 기와집이 일흔채가 있었다하여 일흔이라고 부르게 되었다고 한다. 1914년 행정구역 개폐때에 남동, 사연동, 일호리 일부를 병합하여 일람리라 하였다. '일람'은 일호와 남동의 앞 글자를 지은 것이다.[8]
  - 일람3리는 와촌(瓦村), 남동(藍洞)이라 불리며 성왕산 서쪽으로 비교적 들판이며 예전에는 이 마을에서 청기와를 구웠다고 하며 마을내에는 청기와를 굽던 도요지가 있고 기와편이 많이 출토되어 와촌이란 지명이 나왔다고 한다. 1914년 행정구역 개폐 때에 남동, 사연동, 일호리 일부를 병합하여 일람리가 하였다.[9]
- 고남리는 조선시대 아남(牙南)리와 삼고개리 이외에 일호리 일부였던 가재미(佳財美) 마을과 송내동을 합쳐서 삼고개리의 고자를 아남리의 남자를 따서 고남리가 되었다. 고남1리는 삼고개가 있는데 삼고개(三古介)는 마을에서 외부로 통하는 3개의 고개(골고개, 당고개, 모래고개)때문에 고남이라는 지명이 연유되었다고 한다.[10]
  - 고남1리는 삼고개(三古介)라 하며 아나미 서쪽에 위치한 마을로 이 마을과 연계된 세 개의 고개 즉, '모새고개, 당고개, 골고개'가 있는데, 마을 이름이 시 세개의 고개에 의해 나왔다고 한다. 고남1리는 팔봉면 금학리와 경계하고 일람리, 오사리와 산줄기로 리계를 이루고 있으며 1914년 행정구역 개폐에 따라 송내동, 아남리, 삼고리, 일호리 일부를 병합하여 삼고와 아남의 앞 뒤글자를 따서 고남리라 불리게 되었다.[11]
  - 고남2리는 아나미(아남리(牙南里))라 부르며 고남저수지가 마을 가운데에 자리하고 있어 저수지 위쪽마을을 아나미 산아래 위치하여 아나미라 부르게 되었으며, 이곳의 지형을 풍수지리로 보면 고남1리는 코끼리의 머리이고 아나미는 어금니 부분이며 가재미는 코끼리의 가랑이라고 한다. 1968년 12월 31일 고남저수지가 20.37ha 땅이 수몰되면서 어금니에 해당되는 마을만 남아 있으며, 고남리의 중심이 되는 마을이기도 하며 1914년 행정구역 개폐에 따라 송내동, 아남리, 삼고리, 일호리 일부를 병합하여 삼고와 아남의 앞 뒤글자를 따서 고남리라 불리게 되었다.[12]
  - 고남3리는 솔안(송내(松內), 송내리)라 부르며 오사리와 경계를 이루고 넓은 들과 길로 연결되어 있다. 송내(松內)라 하는 것은 마을 앞에 지금의논과 밭이 고남저수지가 만들어지기 전에는 들판이어서 소나무가 많았고 그 안에 마을이 있어 송내라고 불렀다고 한다. 이 마을은 크게 위마을과 아래마을로 나눌 수 있어 지금의 토목골은 상촌(上村)으로 여산송씨들이 집성촌을 이루고 있으며 송내는 하촌(下村) 아래마을을 말하며 비교적 넓은 들판으로구성되어 큰 내가 리계로 형성하고 있다.[13]
- 오사리는 조선시대 사장(沙場)동이었다. 1895년 행정구역 개편에서 사동, 생동, 오지평리, 직동으로 나뉘었다가 오지(梧枝)리와 사(沙)동, 생(生)동, 직(直)동을 합쳐 오사(梧砂)리가 되었는데 오사리는 1945년 광복 전후까지만 하여도 조선시대의 이름인 사장(沙場)골로 널리 알려졌던 마을이다. 사장굴의 원래 연권을 모르는 사람들은 이 마을의 토질이 원래 척박한 자가과 모래땅으로 되어 있어 사장굴이라는 이름을 얻은 것으로 아는데 그러나 사장굴이란 고려시대 고려청자도 요지가 있어 붙여진 역사적 지명이다.[14]
  - 오사1리는 사장골(沙場谷) 또는 윗 사장골이라 부르며 이는 사기터가 있어서 그렇게 불려 진다고 전한다. 이곳은 성연면의 가장 서쪽 마을로 연화산을 경계로 지곡면과 서쪽으로는 팔봉면, 남쪽으로 고남리와 접해 있으며 1895년 행정구역 개편때에는 사동, 생동, 오지평리, 직동으로  나뉘었다가 1914년 행정구역 개폐 때에 오지리, 사동, 생동, 직동 일부를 병합하여 오사리라 하였다. '오사'의 명칭은 오지와 사동의 앞 글자를 따서 제명한 것이다. 오사리를 풍수지리로 보면 포테ㅐ사형으로 새끼를 가진 뱀의 형국으로 현 오사1리는 사동, 2리 생동, 3리는 사미동이라 하며 사동은 뱀의 머리 부분으로 윗 이빨과 아래 이빨 그리고 혀를 뜻하는 3개의 골이 있다고 한다.[15]
  - 오사2리는 생동(生銅)이라 불리며 옛날에는 오사1리와 같이 사장골이라 불리며 아래 사장골로 지칭 되던 곳이다. 오짓들 서쪽에 위치하며 풍수지리상 포태사형(胞胎巳形)으로 뱀의 가운데 배 부분이어서 새끼를 가진 뱀이 살아 움직임을 뜻한다고 한다. 마을에 큰 샘이 있었다고 하며 어느 곳에도 샘을 파면 물이 솟아 가뭄이 없어 살기 좋은 곳이라는 뜻이기도 하다. 1914년 행정구역 개폐 때에 오지리, 사동, 생동, 직동 일부를 병합하여 오사리라 하였다. '오사'의 명칭은 오지와 사동의 앞 글자를 따서 제명한 것이며 이 지역은 생동지역으로 지곡으로 넘어가는 한티고개를 접하고 있다.[16]
  - 오사3리는 오동(梧桐), 오지미(悟枝尾), 오평리(梧坪里)라 부르기도 하는데 오동나무가 많은 들판이라 하여 붙여진 지명이라 한다. 북동으로 왕정리, 평리와 경계하며 남서쪽으로 고남리와 접한다. 최근에는 지곡과 경계하는 일부지역이 늘푸른오스카빌 아파트와 연결되어 있다. 1914년 행정구역 개폐 때에 오지리, 사동, 생동, 직동 일부를 병합하여 오사리라 하였는데 '오사'의 명칭은 오지와 사동의 앞 글자를 따서 제명한 것이다. 이 역의 중간지점인 현 회관근처는 고려시대에 성연부곡의 중심지로 알려져 있으며 수백년의 고목이 지금도 남아 있다.
- 왕정리는 성연면이라는 면명이 유래된 마을이다. 지도를 봐도 면내에 중앙에 위치하고 있는데 1895년 왕(旺)동, 세정(細井)동, 직(直)동의 일부를 합쳐 왕동의 왕자와 세정리의 정자를 따서 왕정리가 되었다. 세정리는 원래 잔다리란 지명의 한문표기로 세정리가 되었다. 왕정리는 잔다리(細穚)이라는 지명이 있고, 성왕산 밑에 성왕골과 사진개 등이 있는데 사진개(四盡皆)는 현재 마을의 지질이 모래와 자갈, 진흙뻘로 되어 있는 바 바닷물이 들어온 사진개(四盡皆)라 추정하고 있다. 또한 쇠대박이(蘇塗址)라는 제천행사가 유래된 지역이 있다.[17]
  - 왕정리는 현 테크노밸리부지의 중심지역이다. 동남쪽으로 성왕산을 안고 북쪽으로 평리, 동쪽으로 갈현리 남서쪽으로는 일람리와 접해있으며 서쪽으로는 고남리, 오사리와 인접해 있다. 1895년 행정구역 개폐 때에 왕동(王洞), 세정동(洗井洞), 직동(直洞)으로 나뉘었다가 1914년 병합하여 왕동과 세정동의 이름을 따서 왕정리라 하였다고 하나 전하여 오는 지명은 성왕산을 상징하는 왕자(字)와 샘(井,옥동샘)을 상징하며 성연(聖淵)의 지명도 여기서 유래하였다고 한다. 왕정리는 성연의 지도를 놓고 볼 때 중심지역이며 성연면의 상징인 성왕산이 자리한 마을로 서산의 전체 지형을 풍수지리로 보면 서산의 중심인 성왕산이 왕의 자리여서 왕이 먹던 물잔을 놓은 곳이 왕정리라 하여 붙여진 지명이라고 한다.[18]
  - 왕정2리
- 평리는 상편촌과 파평촌, 신당리로 나뉘던 것을 1914년 하나의 마을로 통합하였다. 평(坪)이라는 지명은 지형이 평평하다는 의미에서 나온 것이다. 신라시대에는 벌이라는 이름으로 불리었으나 평이라고 불리는 것은 신라시대 이후 생긴 이름으로 추정한다. 평리는 논보다 밭이 많은데 호산록(湖山錄)에서 서산지방의 토품으로 평가하는데 밭으로는 이 평리밭이 최상이라 평가하고 있다. 평리는 옛날부터 5일장이 서 왔는데 현재 면소재지앞에까지 범산성이 자유로 드나들어 서산의 외항 기능을 수행한 지역이다. 상평은 평리1구에 형성된 마을르로 벌말 위쪽에 이루어졌다는 연유로 생긴 명칭이고 신당(新塘)은 마을 위치가 신당앞에 생긴 명칭에서 유래된 것이다.[19]
  - 평1리는 상평리(上坪理)라 하며 오사리와 경계하는 평리의 상단부로 윗말과 하평리(下坪理) 면사무소 부근으로 구 장터가 있었으며 아랫말을 통합한다. 연화산에서 시작한 산줄기가 마을 북쪽으로 길게 평풍처럼 내려와 멈춘 남산이 지곡면 무장리와 경계를 이루고 있다. 1985년의 행정구역 개편때에는 상평촌(上坪村), 하평촌(下坪村), 신당리를 병합하여 평리라 하였다. 애초 이곳의 지명은 벌말이었다. 이는 벌판에 마을이 조성된 연유로 나온 이름이다. 그리고 벌말을 한자로 옮겨 적은 이름이 평리이며 성연면의 중심이 되는 곳이다. 조선시대의 여지도에 기록을 보면 성연면에 15개리 중에서 가장 많은 58가구에 367명의 인구가 거주한 것으로 보아 일찍부터 성연의 중심이 되었으며 이는 택리지에 기록되어 있는 성연포구가 지금의 평리에서부터 시작된 것으로 예견되는 마을이다.[20]
  - 평2리는 신댕이라 불리는 곳으로 일부에서는 지금의 장터를 포함하여 하평으로 구분하나 이미 조선시대부터 하평리와 신당리 지명이 따로 있었던 것으로 보아 신당리로 분리한다. 옛날 도보로 이동하던 시기에는 지곡, 대산지방 사람들이 서울이나 충청도 내륙을 가기 위하여 음암, 운산, 명천으로 왕래하던 길목이었으며 명천포구를 이용하는 사람들이 통행하며 머물다 가는 곳으로 주막이 여러 곳 있었다. 1914년 행정구역 개폐 때에 상평리, 하평리, 신당리를 합병하여 평리라 하였으나 1987년 신당리가 평리2구로 분구되어 현재에 이르고 있으며 지명으로는 일부에서는 신당리(神堂里)라고 하여 전에 성연포구당시 해신을 모시는 당이 있었던 곳이어서 붙여진 지명으로 추정하나 조선시대 신당리가 처음 기록된 자료는 신당리(新堂里)라 기록된 것으로 보아 새집을 뜻하는 말로 실제 평리2구에는 전통가옥이나 고가가 한 채도 없을 뿐 아니라 마을에서 태어나 자리를 잡고 사는 토박이 주민들보다 외지에서 이사와 거주하는 주민이 더 많으며 마을에는 농공단지로 시작된 큰 공단이 들어와 새집을 많이 신축하게 된 것이 지명과 부합되는 것이라 하며 보통 서산지방 사투리로 신댕이라 불리고 있다.[21]
- 갈현리는 갈고(葛古)리와 용연(龍淵)동, 과(果)동, 갈현(葛峴)리 등 4개 마을을 합쳐서 갈현리가 되었다. 마을 유래는 갈고개 밑에 형성된 마을을 한역으로 번역하여 현재의 이름이 되었는데 갈고개란 고갯마루에 칡이 많은데서 유래된 고개마루에 칡이 많은데서 유래된 명칭이다.[22]
  - 갈현1리는 치리개 또는 추리개라 불리며 이에 대한 어원은 칡이 유난히 많았던 고개들에서 칡(葛)자와 고개현(峴)자를 따서 칡고개라 하였는데 차츰 발음에 따라 치리개라 불리게 되었다고 한다. 1895년 행정구역 개편시 갈고리 (葛古里), 갈현리(葛峴理), 용현리(龍峴里), 과동(果洞)으로 나뉘었다가 1914년 행정개편으로 네 마을이 합하여 갈현리로 정하였다.[23]
  - 갈현2리는 용연동이라 하며 1895년 행정구역 개편시 갈고리(葛古里), 갈현리(葛峴理), 용현리龍峴里), 과동(果洞)으로 나뉘었다가 1914년 행정개편으로 네 마을이 합하여 갈현리로 정하였다. 용연동은 성왕산의 북향지역으로 명천리와 음암면 율목리 부산리와 경계하며 현재는 서산구치소가 위치하고 있다.[24]
- 명천리는 마명리와 명천리, 동 음암면의 문기리 일부지역을 명천리에 합쳐서 명천리가 되었다. 명천의 유래는 마을앞에 흐르는 냇물이 여울어져서 소리가 내므로 내가 운다고 하여 그대로 내의 명칭을 "울내"라 했다. 그 울래 주변에 형성된 마을을 그대로 울내말이라 하였던 것을 한역으로 명천리가 된 것으로 일설에 의하면 명천1구 물방앗간이 있었던 근처의 하천 바닥이 바위로 되었으므로 낙차가 커서 물이 구비쳐 흐르면서 물소리를 크게 내었으므로 유래되었다는 설도 있다.[25]
  - 명천1리는 마명리(馬鳴里)라 불렸으나 1914년 행정구역 통폐합시 명천리(鳴川里), 마명리, 음암면 문기리ㅊ일부를 통합하여 명천리라 부르게 되었다. 명천리는 성연면소재지에서 동쪽으로 음암면과 당진군 정미면과 경계하며 문길산과 테미산줄기 사이를 흐르는 명천천을 가운데에 두고 양쪽으로 나뉘어 있으며 서산-천의산과 서산-명천선이 만나는 삼거리에 위치해 있다.[26]
  - 명천2리는 명천리(鳴川里), 라 불렸으나 1914년 행정구역 통폐합시 명천리(鳴川里), 마명리(馬鳴里), 음암면 문기리(文起里) 일부를 통합하여 명천리라 부르게 되었다. 지명의 유래는 마을가운데를 흐르는 하천에서 비롯되었으며 명천천이 굽이쳐 흐르며 물소리를 낸다하여 울내, 우르내가 되었는데 한자화 한 것으로 전한다.[27]
  - 명천3리는 옛날 바닷물이 들어와 명천천과 만나는 지역에 명천포구가 있어 성황을 이루었던 곳으로 창말이라 부르기도 하였으며 고려시대에는 영풍창 등 대규모 창고가 있었던 곳으로 유명하다. 조선조에서도 성연에 중심 상권을 이루고 있었던 곳으로 서산지역의 다른 면보다 무려 22년이나 앞서 성연우체국이 자리하였던 곳이 명천3리이다. 1914년 행정구역 통폐합시 마명리(馬鳴里), 명천리(鳴川里),  음암면 문기리(文起里)  일부를 통합하여 명천리라 부르게 되었는데, 지명의 유래는 마을가운데를 흐르는 하천에서 비롯되었으며 명천천이 굽이쳐 흐르며 물소리를 낸다하여 울내, 우르내가되었는데 한자화한 것으로 전한다.[28]
- 예덕리는 덕천리와 상솔예리, 하솔예리 등을 합쳐 지명이 예덕리가 되었다. 솔예와 덕천의 덕을 따서 되었던 지명인데 일설에 의하면 상솔예동과 하솔예동에는 유씨, 박씨, 장씨 등 세성씨가 수백년간 예와 덕을 숭상하며 살아왔고, 덕천이라는 지명은 마을의 중앙을 관통하는 하천의 이름 또한 예와 도덕의 모범이 된다는 연유에서 발생하였다 한다.[29]
  - 예덕1리는 상솔부락으로 불리며 1914년 행정구역 통폐합시 상솔리(上率里),  하솔리(下率里), 덕천리(德川里)를 통합하여 예덕리라 부르게 되었는데 어떻게 하여 거느릴솔(率)자를 사용하게 되었는지에 대한 연유는 알 수 없다. 그러나 한편에서는 소나무가 많은데서 연유되었으나 소나무 송(松)자를 쓰지 않고 솔나무라 하는 지역의 토속어를그대로 한자로 표기하여 솔자가 되었다고도 한다.[30]
  - 예덕2리는 하솔마을로 불리며 1914년 행정구역 통폐합시 상솔리(上率里), 하솔리(下率里), 덕천리(德川里)를 통합하여 예덕리라 부르게 되었는데 어떡게 하여 거느릴솔(率)자를 사용하게 되었는지에 대한 연유는 알 수 없다. 예덕리 2구는 크게 깊은골과 윗산골로 나뉘진 서향의 마을이다.[31]
  - 예덕3리는 덕천마을이라 말하며 1914년 행정구역 통폐합시 상솔리(上率里),  하솔리(下率里), 덕천리(德川里)를 통합하여 예덕리라 부르게 되었다. 성연면 소재지에서 최북단으로 당진군 대호지면 송전리와 경계하고 있으며 이 마을이 덕천이라 불리게 된 유래를 보면 예덕리 최상부에서 문길사에서 발원하여 마을 가운데를 흐르는 하천이 내려오면서 인근 소하천과 합류하면서 덕천천(德川川)이라 부르며 덕천부락 중심부를 흘러내래 대호만(현재 대호간척지)으로 흐르고 있다. 1950년대에는 이 하천의 물이 맑아 식수로 사용하였으며 농업용수로 사용하는 젖줄이 되어 흐르는 물(川)의 덕(德)을 입은 마을이라 하여 덕천마을이라 전하여 지고 있다.[32]
- 해성리는 내성촌과 외성촌을 합쳐서 해성리로 되었는데 바닷가에 성이 있는 마을이라는 뜻이다. 성은 외성마을 남단에 위치한 왕산 정상부분에 높이 3m에 길이 50m의 반월형 작은 성터가 있는 흔적이 있고, 과거 명천포구에 있던 조창의 보호와 관련이 있는 것으로 판단하고 있다. 외성촌은 바깥성 마을이란 뜻의 이름으로 명천포구에 선박과 포구등 마을 중심을 이루던 마을이며, 내성촌은 바다 쪽으로 가까웠던 마을을 지칭한다. 해성리는 성조막이라고 하며 내성(안성조막이)과 외성(바깥성조막이)으로 크게 나뉘며 바다가 성처럼 둘러싸여 해성리(海城里)라 불린다고 한다. 1914년 행정구역 통폐합시 내성리內城里, 외성리(外城里)를 통합하여 해성리(海城里)라 부르게 되었는데 성조막(姓趙幙)이라 함은 약 300년전 한양조씨의 시조인 조지수의 11대손 조등이 입향하여 세거하던 지역으로 성조막(姓趙幙)이라고 부르게 되었다고 한다. 한편으로는 해성리는 성이 있는 마을이란 뜻으로 외성마을 동편에 위치한 왕산 정상부의 명천과 경계지역에 높이 3m 길이 50m의 반월형 작은 토성이 있으며 이 성은 토성으로 명천포구와 300m 지점에 위치하여 조창을 보호하기 위해 조성된 것으로 여겨지며 지명에 성(城)자가 들어간 지역은 역사적으로 성(城)과 연관이 있을 것으로 추측하고 있다.[33]

## 교육

### 초등교육
- 성연초등학교 연혁[34]
  - 1931. 7. 18. 성연공립보통학교 - 4년제로 창립인가
  - 1938. 4. 1. 성연공립심상학교 - 조선교육령 개정에 의거
  - 1941. 4. 1. 성연공립초등학교 - 초등학교령에 의한 교명개칭
  - 1947. 4. 1. 성연초등학교 - 초등학교령에 의한 교명개칭
  - 1996. 3. 1. 성연초등학교 - 초등학교령에 의한 교명개칭
  - 2002. 3. 1. 성연초,중학교 - 초등학교령에 의한 교명개칭

- 명봉초등학교 연혁[35]
  - 1959. 11. 1. 인가 성연초등학교 명천분실
  - 1962. 6. 1. 인가 성연초등학교 명봉분교장
  - 1967. 3. 1. 승격 명봉초등학교
  - 1996. 3. 1. 개명 명봉초등학교
  - 1998. 8. 30. 폐교 명봉초등학교 - 성연초통합
  - 1959년부터 1967년 2월 28일까지 성연초등학교 명봉분교장으로 유지된 후인 1967년 3월 1일자로 명봉국민학교로 독립 승격하여 1967년 5월 29일자로 개교한 후 1998년 8월30일 전신 성연초등학교로 통합되었다.
- 일광초등학교 연혁[36]
  - 1960. 11. 1. 운영인가 성연초등학교 일광분실
  - 1962. 5. 17. 설치인가 성연초등학교 일광분교장
  - 1967. 3. 1. 승격분리 일광초등학교
  - 1996. 3. 1. 일광국민학교가 분교장으로 격하 성연초등학교와 통합
  - 1960년 분실에서 2년후 분교장으로 5년후 초등학교로 승격인가된 후 다시 분교로 격하되어 개교 29년후에 전신 성연초등학교와 통합되었다.

### 중등교육
- 성연중학교[37]
  - 1970. 7. 30. 중학교 설립 예비인가
  - 1971. 1. 16. 9학급 설립인가
  - 1971. 8. 12. 12학급 인가
  - 1974. 12. 30. 15학급 인가
  - 1977. 11. 18. 18학급 인가
  - 1992 9학급 인가
  - 1995 7학급 인가
  - 1996 6학급 인가
  - 2002. 3. 1. 성연초중학교 통합 개교
  - 2004 ~ 2010 3학급 유지
- 서산성봉학교[38]
  - 1989. 9. 2. 서산 성봉학교 설립인가(유치부 1, 초등부 6학급)
  - 1999. 3. 5. 서산성봉학교 개교 및 입학식(유치부 1학급, 초등부 6학급)
  - 2001. 2. 20. 초등부 제1회 졸업
  - 2001. 12. 20. 신축건물 완공 교실 이전(18교실)
  - 2007. 2. 14. 초등부 7회, 중학부 4회, 고등부 1회 졸업
  - 2007. 3. 1. 전공과 4학급 신설
  - 2007. 8. 22. 신축건물 3층(2실), 경사로, 엘리베이터 준공
  - 2009. 9. 1. 제7대 김응래 교장 취임
  - 2010. 2. 10. 유치원 11회, 초등학교 10회, 중학교 7회, 고등학교 4회, 전공과 2회 졸업
  - 2010. 3. 1. 유치원 1학급, 초등학교 9학급(파견1학급), 중학교 7학급(파견 1학급), 고등학교 10학급(파견 1학급), 전공과 6학급 총33학급

## 주거
| 단지명                     | 건설사         | 시행사         | 주소                   | 입주        | 비고     |
| -------------------------- | -------------- | -------------- | ---------------------- | ----------- | -------- |
| e편한세상 서산테크노밸리   | ㈜삼호         | ㈜하나자산신탁 | 성연4로 46 (왕정리)    | 2018년 2월  |          |
| 힐스테이트 서산            | 현대엔지니어링 | ㈜유림디앤씨   | 성연3로 76 (왕정리)    | 2017년 9월  |          |
| 서산 금호어울림 에듀퍼스트 | 금호산업       | 한국자산신탁   | 성연5로 92-7 (일람리)  | 2019년 7월  |          |
| 이안 더 서산               | 대우산업개발   | ㈜디큐브개발   | 성연4로 28 (일람리)    | 2018년 12월 |          |
| 서산테크노밸리 이안        | 대우산업개발   | ㈜에스티아이디 | 성연3로 36 (왕정리)    | 2015년 10월 |          |
| 서산테크노밸리 고운하이츠  | ㈜고운시티아이 | ㈜고운하이츠   | 성연3로 11 (일람리)    | 2015년 2월  |          |
| 서산테크노밸리 고운라피네  | ㈜고운시티아이 | 고운주택㈜     | 성연3로 57-30 (일람리) | 2018년 2월  |          |
| 서산테크노밸리 우미 린     | 우미건설       | ㈜청진건설     | 성연3로 77 (일람리)    | 2022년 12월 | 민간임대 |
| 서산테크노밸리 영무예다음  | ㈜더와이       | ㈜영무건설     | 성연4로 10 (일람리)    | 2023년 12월 | 민간임대 |
| 서산테크노밸리 골드클래스  | ㈜보광건설     | ㈜골드클래스   | 성연5로 46 (일람리)    | 2018년 8월  | 민간임대 |